# Alone in the Dark (серия игр)
Alone in the Dark (с англ. — «Один в темноте») — серия компьютерных игр, являющаяся прародителем жанра survival horror.
Первая игра, давшая название всему циклу, была выпущена фирмой Infogrames в 1992 году. Игра выпускалась на многих игровых консолях, включая 3DO, PlayStation, Sega Saturn. Впоследствии количество игр в серии достигло пяти. В 2005 году по мотивам игры режиссёром Уве Боллом был снят одноимённый фильм. События первых трёх частей происходят в период с 1924 по 1926 год. События последующих игр и фильмов разворачиваются уже в начале XXI века.

## Игры
| Название                             | Год  | Разработчик             | Платформы                                                      |
| ------------------------------------ | ---- | ----------------------- | -------------------------------------------------------------- |
| Alone in the Dark                    | 1992 | Infogrames              | DOS, PC-98, FM Towns, 3DO, Mac, iOS                            |
| Jack in the Dark                     | 1993 | Infogrames              | DOS, PC-98, Mac                                                |
| Alone in the Dark 2                  | 1993 | Infogrames              | DOS, PC-98, FM Towns, 3DO, Sega Saturn, PlayStation, Mac       |
| Alone in the Dark 3                  | 1994 | Infogrames              | DOS, PC-98, Windows, Mac                                       |
| Alone in the Dark: The New Nightmare | 2001 | Darkworks               | Windows, PlayStation, PlayStation 2, Game Boy Color, Dreamcast |
| Alone in the Dark                    | 2008 | Eden Games, Hydravision | Windows, PlayStation 2, PlayStation 3, Xbox 360, Wii           |
| Alone in the Dark: Illumination      | 2015 | Pure FPS                | Windows                                                        |
| Alone in the Dark                    | 2024 | Pieces Interactive      | Windows, PlayStation 5, Xbox Series X/S                        |

## Сюжет

### Alone in the Dark
Странные слухи ходят о вещах, происходящих вокруг особняка Дерсето (Derceto), который был построен где-то на бескрайних просторах штата Луизиана. Так что никого не удивило странное и жуткое самоубийство его владельца.
Полиция недолго возилась с этим делом, да и местные жители быстро позабыли об этом. Особняк остался необитаем, во всяком случае, на первый взгляд.
Игровой персонаж — частный детектив Эдвард Карнби (Edward Carnby), которого нанимает коллекционер для описи имущества, находящегося в особняке. Второй вариант игрового персонажа — племянница владельца особняка, Эмили Хартвуд (Emily Hartwood), которой просто любопытно узнать, что же действительно послужило причиной дядиного самоубийства. Но как только игрок переступает порог особняка, начинают твориться крайне странные вещи. Что-то массивное бьётся в окно, внизу скрипят половицы, а пути к бегству отрезаны. Выбора нет — придётся идти вперёд, сделать шаг в темноту. Да и со временем игрок узнаёт немало информации о судьбе особняка и о том, что Дерсето построил некий Илия Пикфорд (Eliah Pickford), который оказывается перерождением пирата по имени Иезекииль Прегст (Ezechiel Pregzt) по прозвищу Кровавый Изек (Bloody Ezech).
Первая часть тематически связана с произведениями Г. Ф. Лавкрафта. Довольно богатая (по меркам компьютерной игры) библиотека Дерсето, содержит около 20 книг, перекликающихся с творениями этого автора.

### Alone in the Dark 2
После событий, описываемых в первой части, Эдвард Карнби приобрёл репутацию специалиста по паранормальным явлениям. Не удивительно, что на охоту за неуловимым контрабандистом по прозвищу Одноглазый Джек, похитившим Грэйс Сондерс (Grace Saunders), посылают именно его. Впрочем, заняться этим делом Карнби сподвигло скорее исчезновение его коллеги, Теда Страйкера (Ted Striker).
Игра сильно отличается от первой части. Уже с самого начала Карнби получает мощное оружие в игре — пистолет-пулемёт Томпсона. Все локации — от пугающего сада с дерновым лабиринтом до древнего пиратского корабля, погребенного в пещере, создают атмосферу заколдованного места, где спряталось нечто, что относится к эпохе расцвета пиратства, а не к началу XX века. Зомби, привидения, монстры, пираты — это далеко не весь список нечисти, с которой предстоит столкнуться главному герою. Тихие коридоры и безлюдные подземелья вызывают мурашки по коже. Временами приходится играть за Грейс. Помимо Одноглазого Джека Эдварду Карнби приходится иметь дело с практикующей магию вуду ведьмой по имени Элизабет Джарретт (Elisabeth Jarret), которая в прошлом работала на плантациях, но потом сбежала от рабовладельцев и присоединилась к пиратам Одноглазого Джека.
Также к CD-изданию первой и второй части прилагалась приключенческая игра Jack in the Dark, сделанная во время разработки Alone in the Dark 2, где игрок в лице Грэйс Сондерс попадает во время Хэллоуина в загадочный магазин игрушек. Грэйс предстоит вызволить самого Санта-Клауса из плена игрушек во главе с Джеком-из-табакерки — игрушкой с головой Одноглазого Джека.

### Alone in the Dark 3
Эдвард Карнби по-прежнему жив и продолжает расследовать в частном порядке различные паранормальные явления. В то же время Эмили Хартвуд, присутствующая в первой части и пропавшая во второй, решила сделать себе карьеру в Голливуде. Её первый проект — вестерн, который она снимает в самом настоящем заброшеном городке того времени, носящем мрачное название Slaughter Gulch (gulch с англ. — «ущелье», slaughter с англ. — «резня»).
Городок этот в своё время был построен безжалостным убийцей Джебедией «Джедом» Стоуном на священной земле индейцев. Стоун, при поддержке своей банды, добывал золото и правил городом и окрестностями железной рукой, пока не был убит взбунтовавшимися жителями и защитниками закона. Эмили и её съёмочная команда по ошибке пробуждают банду Стоуна, и те вновь принимаются за свои кровавые дела.
И вновь тайны, зомби и призраки. И вновь приключения по заброшенной местности и неприятным подземельям. Полуразвалившиеся дома, старые, пыльные интерьеры салуна и других зданий Слотер Галча, тёмные шахты рудников и даже секретная лаборатория — все это превосходно прорисовано и уж если не вызывает желание играть в игру снова, то по крайней мере погружает в атмосферу заброшенного городка, живущего своей жизнью. Ловушки, головоломки тоже развились. Неверное движение легко может привести к смерти.

### Alone in the Dark: The New Nightmare
По графической составляющей игра выразительно отличается от предыдущих частей. Чарльз Фиске, друг Эдварда, погиб. Эдварду это совсем не понравилось; краткое расследование привело его в логово странного семейства Мортонов, чья паранормальная деятельность вызывает большие подозрения. Вместе с девушкой-антропологом, он отправится на остров «Тени», где творятся очень странные вещи. Новыми противниками в 4 части игры станут тени — мистические и пугающие существа. Есть два варианта игры: за девушку и за Карнби. Вместе им предстоит разобраться в судьбе семейства Мортонов, происхождении ужасных монстров-теней и в собственной судьбе.

### Alone in the Dark (2008)
Игра начинается с того, что Эдварда (англ. Edward), главного героя игры, исследователя паранормальных явлений, приводят на крышу здания и собираются убить. Но охраняющего Эдварда убивает невидимая сила, и ему удаётся сбежать. У Эдварда амнезия, и он ничего не помнит. Пытаясь выбраться из здания, он видит несколько людей, которых убивают или которыми овладевают «демонические» силы, а затем встречает Сару Флорес (англ. Sarah Flores), арт-дилера (градостроителя в версии для Wii). Вместе они добираются до парковки, где находят Теофила Пэддингтона (англ. Theophile Paddington), старика, который уверяет их, что знает, что происходит. Он говорит, что хаос в здании вызван камнем, который до недавнего момента был у Эдварда. Человек по имени Кроули забрал камень и выпустил на свободу его силу. Но сейчас камень у Теофила, и он говорит, что для того, чтобы завершить хаос, Эдварду нужно пройти «Путь Света», пока ещё не слишком поздно.
Трое садятся в машину с парковки и выезжают на улицы города, в котором творится такой же хаос, что и в здании, которое они только что покинули. Машина ломается в Центральном парке, где Теофил говорит, что у него нет сил оставаться с ними. Он передаёт камень Эдварду и просит его и Сару встретить его в музее, в комнате 943, после чего убивает себя.
По дороге в музей Эдвард узнаёт, что его фамилия — Карнби (англ. Carnby). Он говорит своё имя врачу, которого встречает на пути. Врач смотрит медицинскую историю Эдварда и говорит ему, что единственный в базе данных Эдвард Карнби пропал в 1938 году, и у него был такой же шрам.
В музее призрак Теофила рассказывает Эдварду о камне. Он содержал в себе Люцифера, пока Кроули не выпустил его на свободу. Теперь Люцифер хочет использовать камень, чтобы настал конец света. Теофил говорит Эдварду, что у Центрального парка есть секрет, который поможет ему остановить Люцифера. Эдвард вновь отправляется в парк, а Сара остаётся в музее и посылает Карнби по e-mail отрывки из дневника Теофила, которые, она думает, могут помочь ему. В Центральном парке Эдвард встречает Гермеса, у которого имеется похожий камень на тот, который есть у Эдварда. После этого Гермес и Карнби возвращаются в комнату 943, где Гермес открывает тайный проход к Вратам Люцифера. Объединив свои камни, Гермес и Эдвард Карнби призывают Люцифера, который вселяется в Сару или в Эдварда.

### Alone in the Dark: Illumination
Осенью 2014 года владелец прав на игровую серию Atari заявил о намерении переиздать оригинальную игру Alone in the Dark с подзаголовком Illumination (вместе с другой horror-игрой Haunted House). Разработкой ремейка занималась студия Pure FPS. Игра вышла 11 июня 2015 года.
По данным разработчика студии Pure FPS, данная часть повествует про правнука Эдварда Кернби (Edward Carnby), которого зовут Теодор Кернби (Theodor Carnby), а также про правнучку Эмили Хартвуд (Emily Hartwood), так же в игре присутствуют ещё два играбельных персонажа, это чернокожий священник и техник инженер девушка азиатского происхождения.

### Alone in the Dark (2024)
Эмили Хартвуд и частный детектив Эдвард Карнби отправляются в поместье Дерсето, дом для умственно отсталых, чтобы расследовать исчезновение Джереми Хартвуда, дяди Эмили.

## Отзывы и критика
| Игра                                 | GameRankings                                                     | Metacritic                                   |
| ------------------------------------ | ---------------------------------------------------------------- | -------------------------------------------- |
| Alone in the Dark                    | (PC) 90.00% (3DO) 70.00% (iOS) 50.00%                            | (iOS) 50                                     |
| Jack in the Dark                     | (PC) 60.00%                                                      | -                                            |
| Alone in the Dark 2                  | (PC) 70.00% (SAT) 42.50%                                         | -                                            |
| Alone in the Dark 3                  | (PC) 60.00%                                                      | -                                            |
| Alone in the Dark: The New Nightmare | (PS1) 76.31% (DC) 73.62% (PC) 69.97% (GBC) 62.39%                | (PS) 77 (DC) 75 (PC) 66                      |
| Alone in the Dark                    | (PS3) 72.35% (X360) 62.01% (PC) 54.29% (PS2) 50.44% (Wii) 41.18% | (PS3) 69 (X360) 58 (PC) 55 (PS2) 47 (Wii) 39 |
| Alone in the Dark: Illumination      | (PC) 18.75%                                                      | (PC) 18                                      |